# Electronic Press Kit
Ein Electronic Press Kit (EPK) ist eine Pressemappe in elektronischer Form – in Abgrenzung zur gedruckten Pressemappe – und kann sich auf einer CD, DVD oder Website befinden. Es richtet sich an Journalisten elektronischer Medien wie Radio, Fernsehen und Internet.
EPKs werden insbesondere für Kinofilme und Musikprojekte hergestellt. Sie sollten die inhaltlichen, formalen und technischen Anforderungen aller in Frage kommenden Redaktionen erfüllen – um den Sendern eigene Dreharbeiten für die Berichterstattung zu ersparen. Enthalten sein können Interviews mit Cast und Crew, Szenen- oder Konzertausschnitte sowie Schnittbilder und Beauty Shots.
EPK sind in der Regel nicht sendefähig, sondern werden von Journalisten aufgearbeitet, etwa durch Auswahl bestimmter Szenen und Reihenfolge der Inhalte und Kombination mit eventuell eigenem Material. In Form redaktioneller Radio- oder Fernsehbeiträge kommen die Inhalte von EPKs beim Konsumenten an.
Das Ziel eines Electronic Press Kit ist es – im Gegensatz zur bezahlten Werbung – ein Produkt im Rahmen einer redaktionellen Berichterstattung vorzustellen.
Oftmals werden EPKs auch unter der Bezeichnung Radio Press Kit (RPK) oder Audio Press Kit (APK) für Promotionzwecke vertrieben.